# 練美娟
練美娟（英語：Florica Lin，1990年1月2日—），香港女藝人，現時為ViuTV節目主持及演員。練美娟是2025正式全面加入經理人公司MakerVille，而一向在芸芸女藝人中表現突出，深受觀眾所認知。其「娟姐」一名起自她於2012年面試當now TV節目嘉賓時，監製認為她的洋名聽起來不夠響亮，於是稱呼她作「娟姐」。但練美娟有意更改另一個稱呼，因為她覺得「娟姐」語感予人老成感覺。

## 背景
練美娟父母為印尼雅加達華僑，母親是印尼人，家有1名胞妹。練美娟早年在新界屯門區毗鄰小學母校的私人屋苑居住，就讀博愛醫院歷屆總理聯誼會鄭任安夫人學校（下午校、2002年）、香港九龍塘基督教中華宣道會陳瑞芝紀念中學（2007年中五）以及加拿大神召會嘉智中學（2009年中七），在學時活躍於社區籃球運動和學校歌唱比賽，既名列前茅，又參與多項課外活動。升讀初中階段間中逃學，上課時不夠專注，結果於香港中學會考中考獲13分。在預科階段，她是校內學生會副主席，學業成績情況轉好。而預科畢業前，練美娟曾到快餐店及服裝店任兼職員工。畢業後在朋友建議下（朋友知道她喜歡說話）報讀傳理系課程，她便到沙田石門香港浸會大學國際學院和香港浸會大學修讀兩年制傳理學副學士，主修媒體傳播，繼而花了兩年時間於浸會大學完成通識及文化研究系學士學位。
大專時期的練美娟於2012年曾經參與now TV節目，與岑樂怡同為大學生節目《18/22》的大學生嘉賓。大學畢業後適逢2013年亞太影展舉行而得到朋友介紹，加入電影公司，並到澳門參與相關會場籌備工作。當影展完結後，她先到一間位於尖沙咀的酒吧任職兼職調酒師，再轉職至一間娛樂公司，負責招待來港出席商業活動的南韓明星，為期兩年。基於覺得娛樂公司的工作沒趣味，她被朋友介紹到廣告公司從事活動統籌工作。但她發覺自己週末都要上班，失去工餘時間，碰巧ViuTV《Girls' Talk》節目組招募主持，她於2017年因該節目的監製留意到她在《18/22》內的表現而獲邀擔任節目主持，同期為了生計而回到酒吧當兼職調酒師。

## 演出

### 電視劇

#### ViuTV
| 首播   | 節目名稱      | 角色             | 備註 |
| 2018年 | 身後事務所    | Cherry           |      |
| 2019年 | 婚內情        | 港女讀者         |      |
| 2019年 | 娛樂風雲      | Sherry           |      |
| 2021年 | 大叔的愛      | 賴嘉雯           |      |
| 2022年 | IT狗          | 容美娟           |      |
| 2022年 | 反起跑線聯盟  | 羅白嫣芬（羅太） |      |
| 2022年 | 季前賽        | 九姐             |      |
| 2022年 | 繩角          | 三姑             |      |
| 2022年 | 百萬同居計劃  | 蕭萬麗珠（蕭太） |      |
| 2023年 | 殺手廢J       | Janice           |      |
| 2023年 | 和解在後      | 歐陽寶芳         |      |
| 2023年 | 極度俏郎君    | 歐歐             |      |
| 2024年 | 反起跑線聯盟2 | 羅白嫣芬（羅太） |      |
| 2025年 | 光明大押      | 關聆             |      |

### 電視節目

#### Now TV
- 2012年：《18/22》嘉賓

#### ViuTV
- 2017年至2019年：《Girls' Talk》主持
- 2017年：《磚·家》演出
- 2019年：《全日情侶診所》主持
- 2019年：《晚吹 – 啪啪 Partner》主持（第11–26集）
- 2020年：《金剛旅神團》主持
- 2020年：《晚吹 – 有酒今晚吹》主持
- 2020年：《辣伙頭·開火》（第4集「星級食客」）
- 2020年：《樂齡不悶場》主持
- 2020年：《娛樂 ON AIR》主持
- 2021年：《調查男女》主持
- 2021年：《開運旅神團》主持
- 2021年：《考有Feel》第1–2集參賽者
- 2021年：《ViuTV 5周年：繼續向前》
- 2021年：《晚吹 – 總有一瓣喺左近》（第193集嘉賓）
- 2021年：《造美人》主持
- 2021年：《阿女又戀嚟》主持
- 2021年：《海陸勁技場》
- 2021年：《七救星》（第5集嘉賓）
- 2021年：《甜爺爺》（第4集嘉賓）
- 2021年：《辣王傳》
- 2021年：《ViuTV 2022》演出
- 2021年：《宜家宅急變》主持
- 2022年：《肥美人》主持
- 2022年：《疫情亦情》（第14集旁白）
- 2022年：《你是我的後援會》（第5集嘉賓）
- 2022年：《醫言乳理》主持
- 2022年：《對不起幫緊你》主持
- 2022年：《肺事一齊傾》主持
- 2023年：《晚吹 – 讓我一次買個夠》主持
- 2023年：《婚前試行為》主持
- 2023年：《廚神奶奶是你媽》（第13-15集嘉賓）
- 2023年：《One Day 約會實況》（第2集嘉賓）
- 2023年：《35+ LOVE》主持
- 2023年：《晚吹 - 一車女人》主持
- 2024年：《在絕版前放浪一次》主持
- 2025年：《不一樣的家人》主持

#### TVBJ2
- 2014年：《打開創意天空》演出

### 電台節目
- 2019年4月20日：《公子會》嘉賓

### 網台節目
- 2017年：策略王直播室《易容述》主持
- 2024年：CHILLGOOD《絲打圍爐》主持

## 外部連結
- 練美娟的Facebook專頁
- 練美娟的新浪微博
- 練美娟的Instagram帳戶
- 香港電台第一台「守下留情」練美娟訪問（1），2022年8月29日
- 香港電台第一台「守下留情」練美娟訪問（2），2022年8月30日
- 香港電台第一台「守下留情」練美娟訪問（3），2022年8月31日